# 马尔谢
马尔谢（法語：Marchais，法語發音：[maʁʃɛ]）是法国上法蘭西大區埃纳省的一个市镇，属于拉昂区。

## 地理
马尔谢（49°35'1"N, 3°49'0"E）面积15.3 平方千米，位于法国上法蘭西大區埃纳省，该省份为法国北部内陆省份，北起北部省，西接索姆省和瓦兹省，东临阿登省和马恩省，西南至塞纳-马恩省，东北部与比利时接壤。
与马尔谢接壤的市镇（或旧市镇、城区）包括：希夫尔昂洛努瓦、库西莱塞普、日济、列斯圣母村、莫勒尼昂奈、蒙泰居、萨穆西、锡索讷。

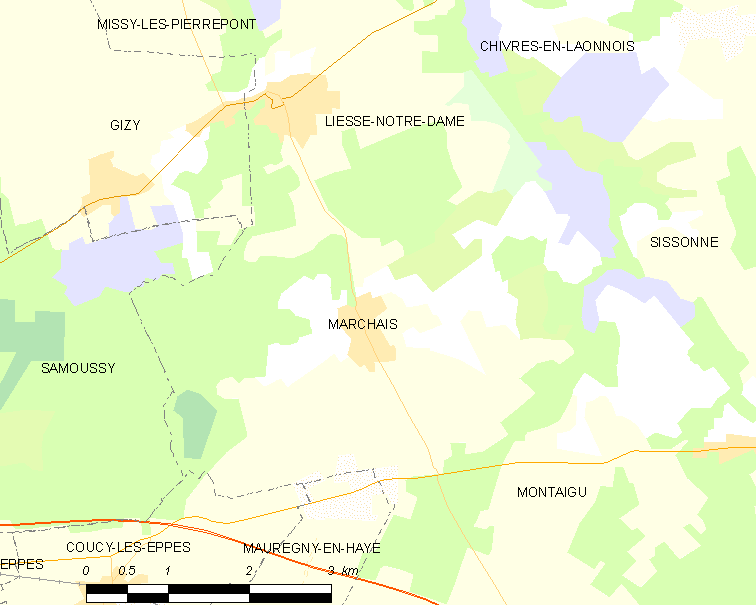
马尔谢的OSM定位图

马尔谢的时区为UTC+01:00、UTC+02:00（夏令时）。

## 行政
马尔谢的邮政编码为02350，INSEE市镇编码为02457。

## 政治
马尔谢所属的省级选区为埃纳河畔新城县。

## 人口

1962-2008年间马尔谢人口变化图示

马尔谢于2022年1月1日时的人口数量为391人。